# Hafnium
Hafnium (chemická značka Hf, latinsky Hafnium) je šedý až stříbřitě bílý, kovový prvek, chemicky velmi podobný zirkoniu. Hlavní uplatnění nalézá jako složka některých speciálních slitin.

## Základní fyzikálně-chemické vlastnosti

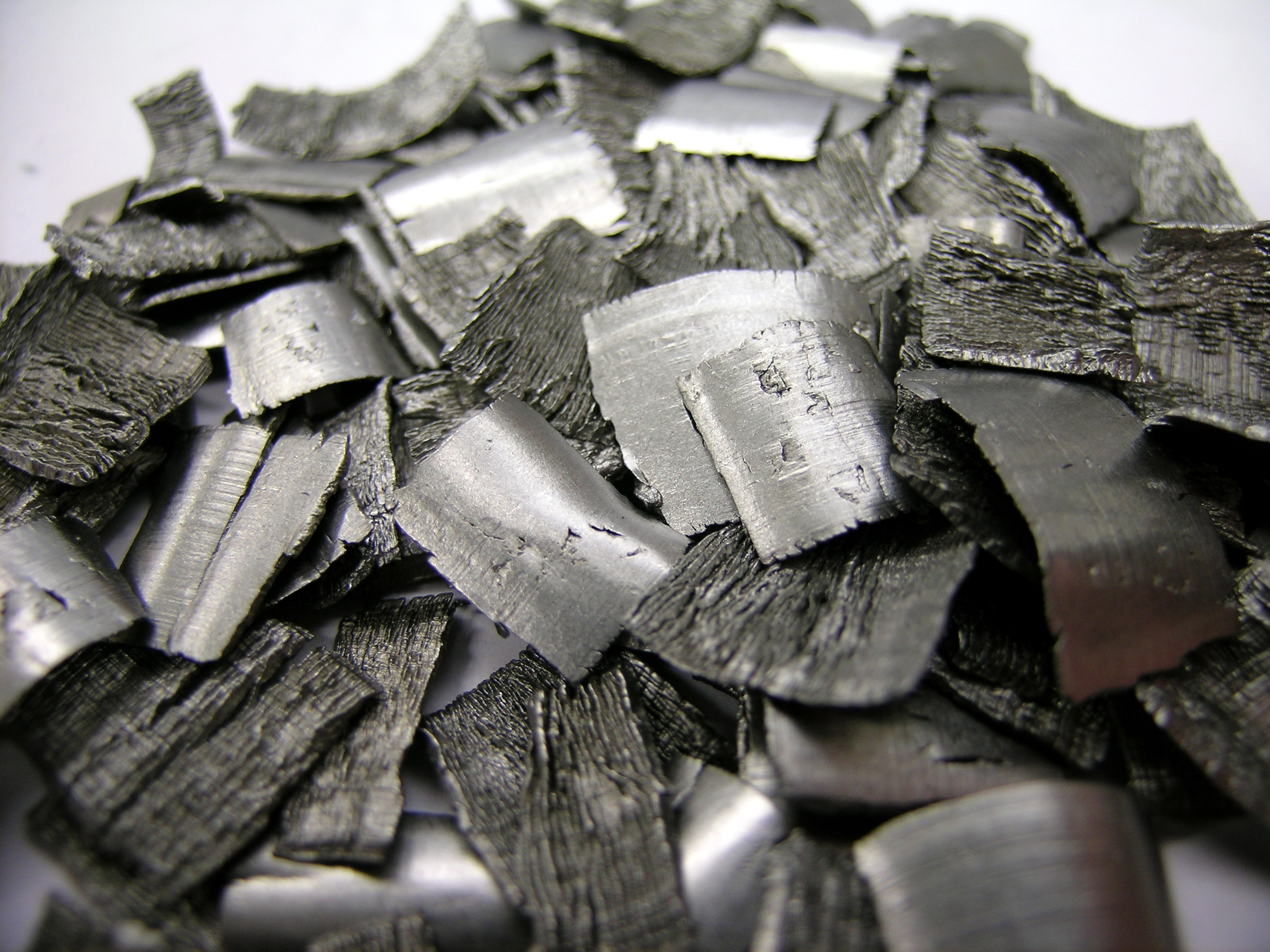
Kousky hafnia

Hafnium je šedý až stříbřitě bílý, středně tvrdý, poměrně vzácný těžký kov. Při teplotách pod 0,35 K je supravodičem 1. typu.
Vyznačuje se mimořádnou chemickou stálostí – je zcela netečný k působení vody a odolává působení většiny běžných minerálních kyselin i roztoků alkalických hydroxidů. Na jeho rozpouštění je nejúčinnější kyselina fluorovodíková (HF) nebo její směsi s jinými minerálními kyselinami.
Chemicky je velmi silně podobné zirkoniu, doprovází jej prakticky ve všech minerálech a horninách a proto je příprava velmi čistého hafnia náročný problém.
Ve sloučeninách se vyskytuje především v mocenství Hf4+, ale jsou známy i sloučeniny Hf3+ a Hf2+.
Hafnium bylo objeveno roku 1923 v dánském hlavním městě Kodani, podle jehož latinského jména bylo také pojmenováno. Objeviteli byli chemici Dirk Coster a George de Hevesy.

## Výskyt a výroba

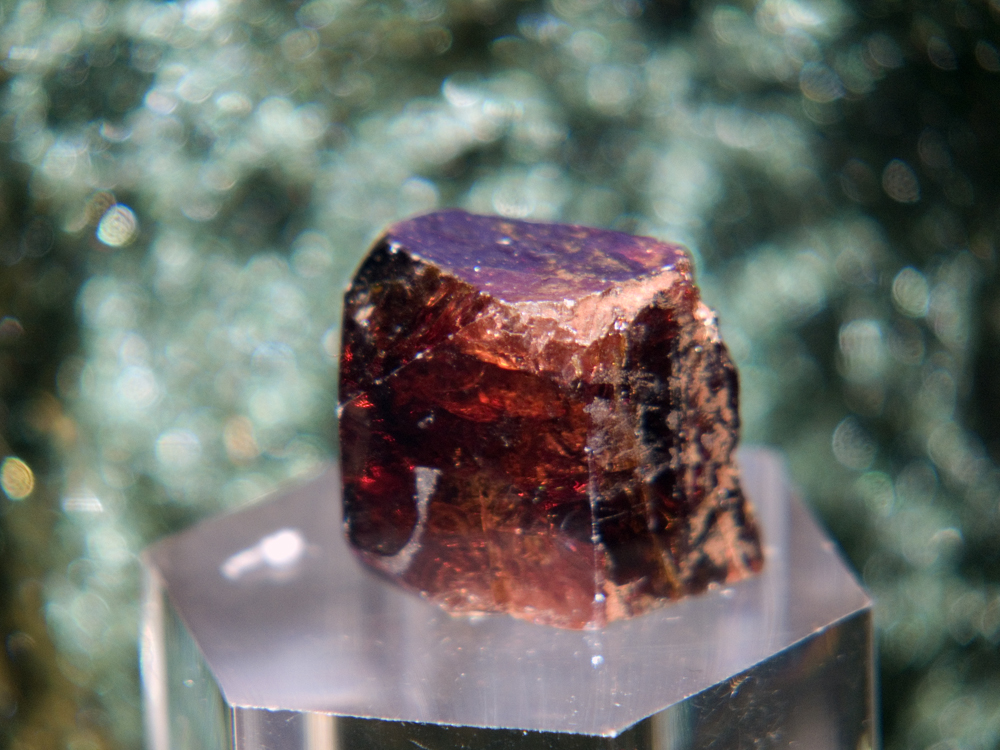
Minerál zirkon

Hafnium je v zemské kůře řídkým prvkem, jeho obsah se odhaduje na přibližně 4,5 mg/kg (4,5 ppm). V mořské vodě je jeho koncentrace natolik nízká, že ji nelze přesně určit ani nejcitlivějšími analytickými technikami. Udává se proto, že jeho obsah je nižší než 0,000 008 mg/l. Ve vesmíru připadá jeden atom hafnia na 200 miliard atomů vodíku.
Hafnium se v přírodě vyskytuje pouze ve formě sloučenin. V minerálech vždy doprovází zirkonium v množství 1–5 % a minerály obsahující samostatně hafnium nejsou známy. Z významnějších minerálů zirkonia lze jmenovat baddeleyit, zirkon, zirkelit, a uhligit.
Mezi hlavní oblasti těžby minerálů a hornin s výrazným zastoupením zirkonia patří Austrálie, Brazílie, Indie, Rusko, a USA.
Průmyslová výroba hafnia spočívá především v jeho separaci od zirkonia, protože při Krollově procesu, který je dnes základním postupem pro rozklad a separaci zirkoniových rud, je výsledným produktem směs Zr + Hf.
Jejich vzájemná separace se provádí buď frakční destilací chloridů nebo na ionexových kolonách.
Vzhledem k omezené dostupnosti hrozí v nejbližších letech kritický nedostatek zdrojů prvku pro technologické využití.

## Použití a sloučeniny

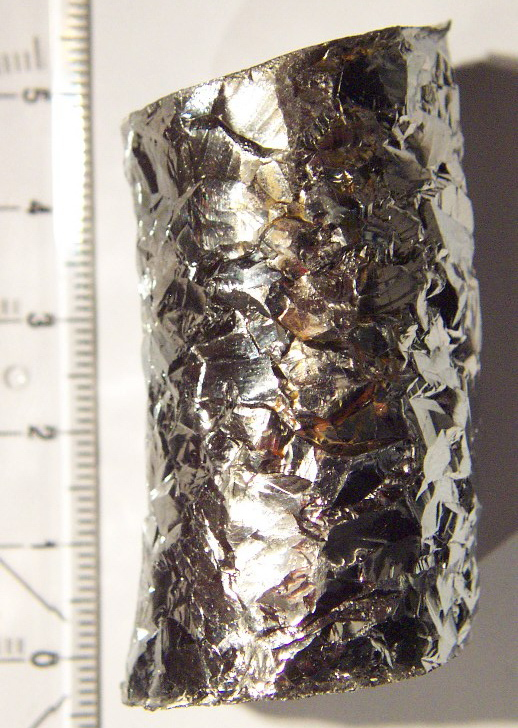
Krystalické kovové hafnium

Vzhledem ke svému řídkému výskytu a nákladné výrobě nemá hafnium příliš velké praktické uplatnění. Jeho hlavním zdrojem je proces čištění kovového zirkonia pro účely jaderné energetiky.
Hafnium dokáže velmi účinně absorbovat neutrony (až 600× více než zirkonium) a má vynikající mechanické vlastnosti, proto se využívá jako materiál pro řídící tyče reaktorů jaderných ponorek.
Vysoký bod tání a odolnost hafnia jej určují jako jeden z materiálů pro výrobu klasických žárovkových vláken, v nichž je vlákno rozžhaveno průchodem elektrického proudu na takovou teplotu, že je zdrojem viditelného světla (elektromagnetického záření v oblasti vlnových délek 360–900 nm).
Z hafnia se vyrábějí elektrody pro plazmové řezání kovů a sváření.
Společně se zirkoniem, niobem, tantalem a titanem je složkou speciálních slitin s velkou odolností proti korozi a vysokým teplotám.
Při výrobě polovodičů a integrovaných obvodů nalézá uplatnění oxid hafničitý (HfO2).